# 메모리 뱅크
메모리 뱅크(memory bank)는 데이터가 프로세서에 지속적으로 흘러들어갈 수 있도록 순차적으로 작동하는 기억 장치 내부의 분할된 구역이다. 메모리와 CPU 사이의 데이터 전송을 빠르게 하기 위해 사용된다. 메모리 뱅크는 하드웨어에 의존적인 전자제품의 기억 논리 단위이다. 컴퓨터에서 메모리 뱅크는 물리적인 메모리 모듈이나 메모리 컨트롤러가 관리한다. SDRAM과 DDR RAM의 경우, 복수의 열과 행의 메모리 유닛이 메모리 뱅크를 구성한다. 일반적인 SDRAM에서는 오직 하나의 뱅크만이 접근되므로 컬럼이나 로우, 뱅크 당, 칩 당 배치된 비트 수는 (싱글 채널) 비트의 메모리 버스폭과 동등하다.

## 같이 보기
- 뱅크 전환
- 메모리 인터리빙

## 참고 문헌
- 〈2.3.3 Data Random Access Memory〉. 《MCS-4 Assembly Language Programming Manual - The INTELLEC 4 Microcomputer System Programming Manual》 (PDF) Preliminary판. Santa Clara, California, USA: Intel Corporation. December 1973. 2–5 – 2–6쪽. MCS-030-1273-1. 2020년 3월 1일에 원본 문서 (PDF)에서 보존된 문서. 2020년 3월 2일에 확인함.